# 全日本チーム対抗自転車競技大会
全日本チーム対抗自転車競技大会（ぜんにほんチームたいこうじてんしゃきょうぎたいかい）は、日本自転車競技連盟などが主催していた自転車競技トラックレース大会。

## 概要
2005年より毎年11月3日に日本サイクルスポーツセンター250m競技場で開催されていたが、日本自転車競技連盟は2011年9月8日、チーム種目の普及振興に一定の成果をあげてその役割を果たしたと判断し、当大会を発展的解消とすることを決めた。代替大会として同年より、「全日本オムニアム選手権大会」を実施することになり、10月に開催されるトラックレースの全日本自転車競技選手権大会で開催することも併せて決めた。

## 実施種目
- 男子チーム・スプリント
- 男子4km団体追抜競走
- 男子1kmタイム・トライアル
- 男子250mタイム・トライアル
- 男子200m フライング タイム・トライアル
- 女子チーム・スプリント
- 女子500mタイム・トライアル
- 女子200mフライング タイム・トライアル
- 男女中学生500mタイム・トライアル
- 男女小・中学生250mタイム・トライアル

## 編成
- 男子は8地域と学連、高体連、実業団、JPCA各連盟の12チームが参加。1チームにつき選手7名・補欠3名までとする。
- 女子は申し込みのあったチームから6チームが参加。1チーム3名まで、出走は2名までとする。

## 大会方式（男子）
団体種目は1位7点・2位5点・3位3点、個人種目は1位5点・2位3点・3位1点が与えられ、総合得点で順位を争う。
上位入賞には翌年度全日本アマチュア自転車競技選手権大会トラック・レース出場資格が与えられる。

## 歴代優勝
| 年   | 男子優勝 | 女子優勝 |
| ---- | -------- | -------- |
| 2005 |          |          |
| 2006 |          |          |
| 2007 |          |          |
| 2008 | 学連     | B        |
| 2009 | 中部     | 静岡     |
| 2010 |          |          |